# Sowerby Bridge
Sowerby Bridge är en ort i distriktet Calderdale, i Storbritannien. Den ligger i grevskapet West Yorkshire och riksdelen England, i den centrala delen av landet, 270 km nordväst om huvudstaden London. Sowerby Bridge ligger 86 meter över havet och antalet invånare är 9 948.
Terrängen runt Sowerby Bridge är huvudsakligen kuperad, men österut är den platt. Sowerby Bridge ligger nere i en dal. Runt Sowerby Bridge är det tätbefolkat, med 913 invånare per kvadratkilometer. Närmaste större samhälle är Bradford, 14,0 km nordost om Sowerby Bridge. Trakten runt Sowerby Bridge består i huvudsak av gräsmarker.